# Шемихова
Шемихова је насељено мјесто у граду Горажду, Босна и Херцеговина.

## Становништво
|         | 2013.       | 1991.         | 1981.         | 1971.         |
| Укупно  | 35 (100,0%) | 111 (100,0%)  | 149 (100,0%)  | 135 (100,0%)  |
| Бошњаци | 35 (100,0%) | 111 (100,0%)1 | 149 (100,0%)1 | 135 (100,0%)1 |

1. 1 На пописима од 1971. до 1991. Бошњаци су пописивани углавном као Муслимани.